# Scaphochlamys sylvestris
Scaphochlamys sylvestris är en enhjärtbladig växtart som först beskrevs av Henry Nicholas Ridley, och fick sitt nu gällande namn av Richard Eric Holttum. Scaphochlamys sylvestris ingår i släktet Scaphochlamys och familjen Zingiberaceae. Inga underarter finns listade i Catalogue of Life.